# Tennistoernooi van Schenectady
Het tennistoernooi van Schenectady is een voormalig toernooi dat in de periode 1985–1994 jaarlijks werd gespeeld op de hardcourt-banen van het Central Park Tennis Complex in de Amerikaanse plaats Schenectady. De officiële naam van het toernooi was OTB (International) Open.
Het toernooi bestond uit twee delen:
- WTA-toernooi van Schenectady, het toernooi voor de vrouwen
- ATP-toernooi van Schenectady, het toernooi voor de mannen